# 待宵の小侍従

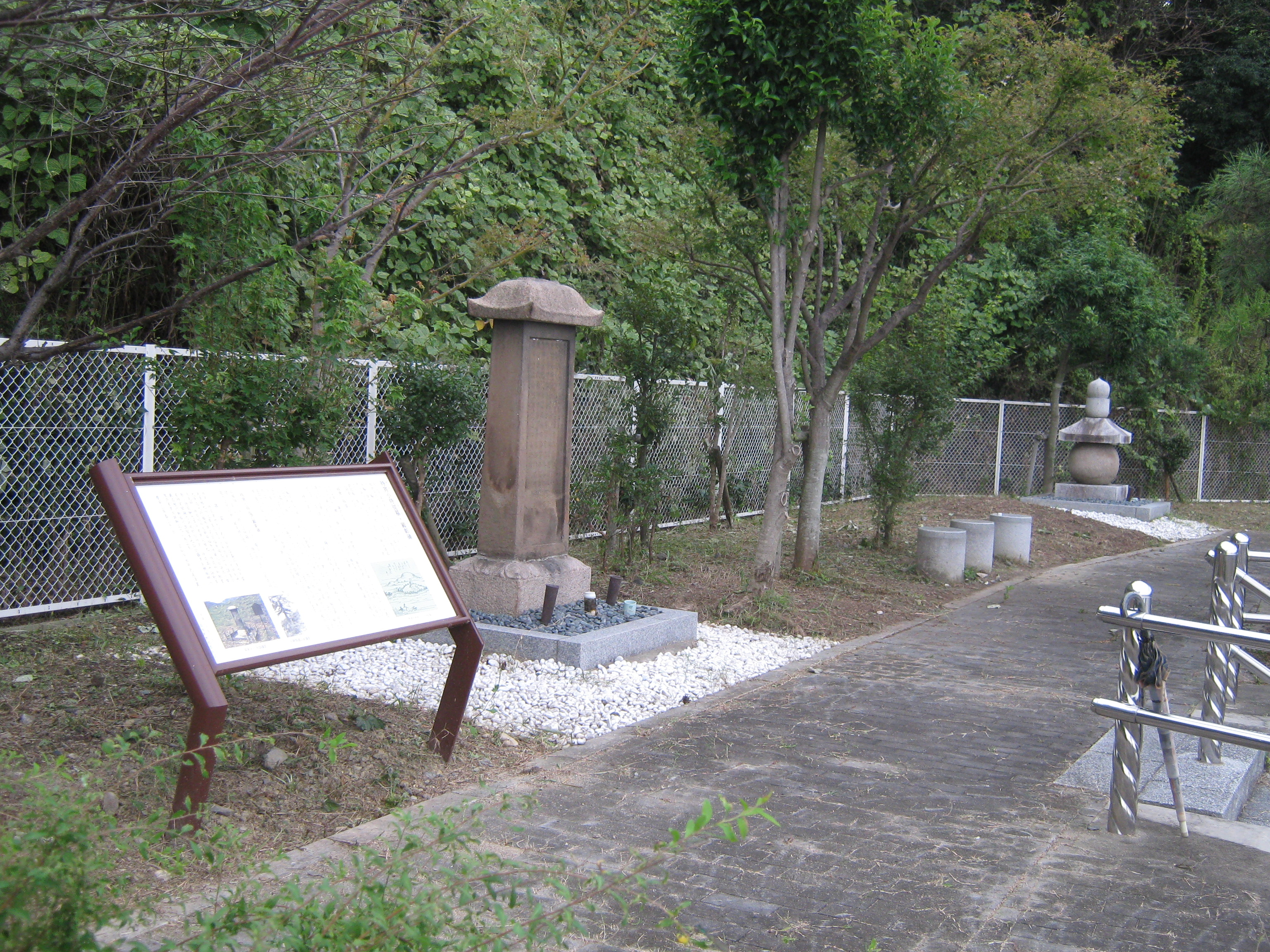
小侍従の顕彰碑（中央）と供養塔（右奥）- 大阪府三島郡島本町

小侍従（こじじゅう、生没年不詳：1121年（保安2年）頃 - 1202年（建仁2年）頃）は、平安時代後期から鎌倉時代にかけての女流歌人。女房三十六歌仙の一人。石清水八幡宮護国寺別当光清の娘。母は小大進。太皇太后藤原多子の女房として出仕したため太皇太后宮小侍従あるいは大宮小侍従と呼ばれ、また『平家物語』等に記されたエピソードから待宵の小侍従（まつよいのこじじゅう）として知られる。『源平盛衰記』では、高倉天皇の在位中は阿波の局と名乗っていたとする。

## 経歴
女房として二条天皇、太皇太后多子、高倉天皇に出仕、1179年（治承3年）に出家した後、再び多子に出仕した。この間に多数の和歌を詠み、私家集である『太皇太后宮小侍従集』、『小侍従集』、及び『千載和歌集』以降の勅撰集、その他私撰集等に作品を残している。1200年（正治2年）に後鳥羽院の求めにより『正治二年初度百首』のために詠進した歌に、
とあることから、1200年頃に80歳であったと推定され、翌1201年（建仁元年）12月28日『石清水社歌合』を最後に消息が途絶えている。墓所について『石清水祠官系図』には「墳塔垂井在之云々」とあるが、現在は不明である。

## 逸話
- 『平家物語』に「待宵の小侍従の沙汰」として、太皇太后多子の「待つ宵と帰る朝とは、いづれかあはれはまされるぞ」との問いに対して、即座に

と詠んだことで「待宵の小侍従」の名を得たこと、また背が低いため「小侍従」と呼ばれた旨が記されている。
- 鴨長明は、当時人々の評判になっていた女流歌人として、殷富門院大輔と小侍従の両名を挙げている。また、落ち着いた感じの大輔に比べ、小侍従は華やかで人目を驚かすような表現を得意とし、誰よりも返歌の名手であると評している[3]。これは、『歌仙落書』の「風體あまりて比興を先とせり 青海波といふ舞をみる心地こそすれ」という評にも通じるものがある。
- ある時、後白河院の提案で公卿や女房達がプライベートでの秘め事を懺悔しあっていたところ、小侍従が過去に一夜を共にした男性との思い出を生々しく語って一座の注目を集めたが、実はその男性とは天皇在位中の後白河院その人であった[4]。
- 小侍従が高倉天皇に仕えていた頃は、ひどく貧乏で夏冬の衣更もままならない程だった。これでは宮仕にも差し支えると、広隆寺の薬師如来に七日間参籠して祈ったが御利益がなく、絶望してもう尼になるしかないと思いつつ詠んだ歌、

まどろんでいると仏から白い着物を賜る夢を見た。気を取りなおして参内したところ、八幡の別当に想いを寄せられる等、次第に運が向いてきて、高倉天皇の覚えもめでたくなり出世したという。
- 小侍従が重病で長くふせっていると聞いて西行が見舞に訪れたところ、小侍従はこのごろ少し体調が良くなったと言い、誰にも聴かせたことのない琴の秘曲を西行に披露した[5][* 4]。この時は小侍従の命と共に秘曲が絶えることを悲しんだ西行だったが、後には病から回復して長寿を全うした小侍従によって、追悼の歌を詠まれる立場となった。

- 筑後八女の東部に位置する黒木（旧八女郡黒木町、現八女市）には、近世初期の『黒木物語』と題する写本が伝存している（八女市指定文化財[6]）。当地を領した武士黒木助能は、都で後鳥羽院に横笛の才を認められ、褒美に待宵小侍従を賜った。当時小侍従は徳大寺左大臣実定の愛妾で妊娠しており、出産後に黒木へ下向した。その子、八郎丸は、実は後鳥羽院の落胤であった。八郎丸は実定のもとで元服し、後堀河院より星野谷の領地を賜り、母小侍従とも再会、助能の猶子に迎えられ、星野氏の祖となった[7]。このような伝承の発生時期について近世初期以前に遡る史料はないが、地元の人々にとって都の「上臈女房」というハイカラな存在は魅力的なモティーフとなったようで、「待宵小侍従」の名を伴った様々な郷土史的伝承が派生し現代にも継承[8][9]されている。

## 作品
勅撰集
| 歌集名         | 作者名表記       | 歌数 | 歌集名         | 作者名表記 | 歌数 | 歌集名         | 作者名表記 | 歌数 |
| -------------- | ---------------- | ---- | -------------- | ---------- | ---- | -------------- | ---------- | ---- |
| 千載和歌集     | 大皇太后宮小侍従 | 4    | 新古今和歌集   | 小侍従     | 7    | 新勅撰和歌集   | 小侍従     | 5    |
| 続後撰和歌集   | 小侍従           | 2    | 続古今和歌集   | 小侍従     | 6    | 続拾遺和歌集   | 小侍従     | 2    |
| 新後撰和歌集   | 小侍従           | 4    | 玉葉和歌集     | 小侍従     | 12   | 続千載和歌集   |            |      |
| 続後拾遺和歌集 | 小侍従           | 1    | 風雅和歌集     | 小侍従     | 2    | 新千載和歌集   | 小侍従     | 2    |
| 新拾遺和歌集   | 小侍従           | 4    | 新後拾遺和歌集 | 小侍従     | 1    | 新続古今和歌集 | 小侍従     | 3    |

定数歌・歌合
| 名称                 | 時期                       | 作者名表記       | 備考                         |
| -------------------- | -------------------------- | ---------------- | ---------------------------- |
| 中宮亮重家歌合       | 1166年（永万2年）          |                  | 権中納言実国と番い勝1負2持2  |
| 太皇太后宮亮経盛歌合 | 1166年（永万2年）          |                  |                              |
| 住吉社歌合           | 1170年（嘉応2年）          | 太皇太后宮小侍従 | 藤原実守と番い勝1負1持1      |
| 広田社歌合           | 1172年（承安2年）          | 太皇太后宮小侍従 | 藤原実房と番い勝1負1持1      |
| 右大臣兼実歌合       | 1175年（安元元年）         |                  | 皇嘉門院別当と番い負2持1     |
| 正治初度百首         | 1200年（正治2年）          | 小侍従           |                              |
| 鳥羽殿影供歌合       | 1201年（建仁元年）4月      | 女房小侍従       | 勝2負1                       |
| 和歌所影供歌合       | 1201年（建仁元年）8月3日   | 女房小侍従       | 藤原隆信と番い勝1負2持1無判2 |
| 八月十五夜撰歌合     | 1201年（建仁元年）         | 小侍従           | 負1持1                       |
| 石清水社歌合         | 1201年（建仁元年）12月28日 | 小侍従           | 内大臣源通親と番い持1        |
| 千五百番歌合         | 1202年（建仁2年）          | 小侍従           |                              |

私撰集等
- 三百六十番歌合（1200年（正治2年））
  - 「小侍従 後白川院女房」名で18首

私家集
- 『太皇太后宮小侍従集』 187首
- 『小侍従集』（加賀前田家尊経閣文庫蔵本）101首